# Чанг Марин, Карлос Франсиско
Карлос Франсиско Чанг Марин (исп. Carlos Francisco Chang Marín, также известен как Чангмарин (исп. Changmarín), 26 февраля 1922, Сантьяго-де-Верагуас — 5 декабря 2012, Панама) — панамский общественно-политический деятель, фольклорист, художник, музыкант, журналист, поэт и писатель, в том числе детской литературы.
Родился в китайско-креольской семье.
Коммунист, член Народной партии Панамы с 1950 года, подвергался политическим преследованиям, но в дальнейшем был официально признан. Живя в изгнании в Чили, активно участвовал в предвыборной кампании Сальвадора Альенде. Боролся за возвращение Панаме контроля над зоной Панамского канала. Также критиковал капитализм за наносимый окружающей среде урон. Его политическая позиция нашла отображение в художественном творчестве, посвящённом жизни рабочего класса и классовой борьбе.
Лауреат нескольких национальных премий.
Именем Чангмарина названы несколько общественных и частных библиотек.
На русский язык его стихи и прозу переводил Булат Окуджава.